# 革命軍
革命軍（かくめいぐん）（英：Revolutionary Army）とは、政治組織の名称の一つ。主に反体制側が使用したりまたは通称として用いられる言葉である。

## "革命軍"を使用している政治勢力の一覧
- クキ革命軍（インド） - インドの北東インドに位置するアッサム州にて活動している分離主義武装勢力[1]。
- コロンビア革命軍（コロンビア）  - 現地の合法政党名。かつては誘拐などのテロ事件を引き起こす反体制武装勢力であった。

## "革命軍"と呼称された歴史上の政治勢力の一覧
- 国民革命軍（中国） - 1925年に設立された中国国民党の党軍隊。1947年の中華民国憲法の発布により中華民国国軍へ改称。
- 革命軍(中核派) - 中核派が1980年代頃に用いた秘密部隊の通称。内ゲバを始め、多くのテロ事件を引き起こした[2]。